# Halammohydra chauhani
Halammohydra chauhani is een hydroïdpoliep uit de familie Halammohydridae. De poliep komt uit het geslacht Halammohydra. Halammohydra chauhani werd in 1975 voor het eerst wetenschappelijk beschreven door Chandrasekhara Rao. 